# 瓜生昇
瓜生 昇（うりゅう のぼる）は日本のモデル。早稲田大学政治経済部卒。1991年、俳優座卒。モデルとして雑誌、CM、ファッションショーなどで活動する。主な出演作品に、雑誌「メンズクラブ」「Gainer」「CM NOW」「ターザン」ファッションショー「ラルフ・ローレン」「リーガル」「ラコステ」「アディダス ゴルフ」「ＪＡＬ」、舞台「オリーブの木と泉の間」、VP「トヨタ自動車」、CM「第一生命」「サッポロ「黒ラベル」「冬物語」」「アサヒ「スーパードライ」」「カルピスウォーター」「NTTドコモ」「郵政事業庁」「グリコキスミント」などがある。